# Dieffenbachia bechiana
Dieffenbachia bechiana là một loài thực vật có hoa trong họ Ráy (Araceae). Loài này được Croat & Grayum mô tả khoa học đầu tiên năm 1999 publ. 2000.